# Toccata (Bax)
Toccata is een compositie van Arnold Bax.
Het manuscript van deze toccata is verloren gegaan; het zou uit 1913 stammen. Wel is bekend dat het werk voor het eerst in 1920 is uitgegeven. Het werd toen opgedragen aan collegacomponist Hamilton Harty. Pianiste en muze van Bax Harriet Cohen vond het een knockabout, virtuoso piece. Het begint inderdaad virtuoos in allegro brillante, krijgt een lyrisch middenstuk (cantabile) en de verlangde virtuositeit komt aan het eind terug.
In 2017 zijn er twee opnamen van de toccata voorhanden: Iris Loveridge (in een opname uit 1958-1963) en Eric Parkin met een opname uit 1996.